# Ваган (Шипово)
Ваган је насељено мјесто у општини Шипово, Република Српска, БиХ. Према попису становништва из 1991. у насељу је живјело 209 становника.

## Географија
Изнад Вагана на планини Виторог налази се Ваганска пећина.

## Становништво
| Националност       | 1991. | 1981. | 1971. | 1961. |
| Срби               | 209   |       |       |       |
| остали и непознато |       |       |       |       |
| Укупно             | 209   | '     | '     | '     |

| Демографија | Демографија | Демографија |
| Година      | Становника  | Становника  |
| ----------- | ----------- | ----------- |
| 1961.       | 504         |             |
| 1971.       | 454         |             |
| 1981.       | 314         |             |
| 1991.       | 209         |             |

### Презимена
- Антић, Срби[2]
- Мајсторовић, Срби[2]
- Маријанац, Срби[2]
- Маркез, Срби[2]
- Миловац, Срби[2]
- Новаковић, Срби[2]
- Полетановић, Срби[2]
- Новаковић, Срби[2]
- Поповић, Срби[2]
- Шумар, Срби[2]
- Квргић, Срби